# Resolució 732 del Consell de Seguretat de les Nacions Unides
La Resolució 732 del Consell de Seguretat de les Nacions Unides, aprovada el 23 de gener de 1992 després d'examinar l'aplicació del Kazakhstan per a ser membre de les Nacions Unides, el Consell va recomanar a l'Assemblea general que Kazakhstan fos admès.